# Gustaf Koskull
Gustaf Koskull, född 21 december 1636 i Vreta klosters församling, död 1707, var en svensk militär.

## Biografi
Gustaf Koskull föddes 1636 på Odensfors i Vreta klosters församling. Han var son till landshövdingen Anders Koskull i Dorpats län och Maria Catharina Frankelin. Koskull blev 28 oktober student vid Dorpats universitet och började arbetade som militär 1649. Han blev 13 mars 1655 fänrik vid livgardet, 1655 fänrik vid riksskattmästarens regemente, 1658 major och 21 september 1668 extra ordinarie bankokommissarie. Koskull blev 1678 överstelöjtnant och kommendant på Vadstena slott. Han blev sedan överste för ett regemente fotfolk och tog avsked efter 1689. Koskull avled 1707.

### Egendom
Koskull ägde gården Odensfors i Vreta klosters socken, Freberga i Motala socken och Ryds herrgård i Sankt Lars socken.

### Familj
Koskull gifte sig första gången 12 februari 1661 på Ryds herrgård i Sankt Lars församling med hovfröken Anna Christina Klingspor (1636–1686), dotter av majoren Johan Gustaf Klingspor och Anna Stiernfelt. De fick tillsammans barnen Anna Koskull (1664–1664), Gustaf Koskull (1665–1690), Maria Koskull (född 1667) som var gift med majoren Erik Lünow, löjtnanten Anders Koskull (1668–1731) och Christina Beata Koskull (1677–1695).
Koskull gifte sig 5 februari 1688 i Säby med Christina Elisabet Natt och Dag (död 1717), dotter av kammarherren Carl Persson (Natt och Dag) och Benedikta Posse. De fick tillsammans barnen Sofia Catharina Koskull (född 1689), Carl Johan Koskull (1690–1704) och Charlotta Benedikta Koskull (1691–1785) som var gift med korpralen Nils Lejonholm vid Östgöta kavalleriregemente, arrendatorn Cornelius Wetterström i Motala, kaptenen Anders Röberg vid Östgöta infanteriregemente och löjtnanten Carl Gustaf Ekerman.